# Coppa d'Ucraina (pallavolo femminile)
La Coppa d'Ucraina di pallavolo femminile è un trofeo nazionale ucraino, organizzato dalla Federazione pallavolistica dell'Ucraina.

## Albo d'oro
| Edizione         | Edizione          | Podio           | Podio                                     | Podio               |               |
| Anno             | Sede della finale | Campione        | Risultato                                 | Finalista           |               |
| ---------------- | ----------------- | --------------- | ----------------------------------------- | ------------------- | ------------- |
| 1992-93 Dettagli | -                 | Orbita          | -                                         | Janvarka-Krajan     |               |
| 1993-94 Dettagli | -                 | Halyčanka       | -                                         | Iskra Luhans'k      |               |
| 1994-95          | -                 | Non disputata   | Non disputata                             | Non disputata       | Non disputata |
| 1995-96 Dettagli | -                 | Kerkinitida     | -                                         | Janvarka-Krajan     |               |
| 1996-97 Dettagli | -                 | Kruh Čerkasy    | -                                         | Orbita              |               |
| 1997-98 Dettagli | -                 | Kruh Čerkasy    | -                                         | Orbita              |               |
| 1998-99 Dettagli | -                 | Kruh Čerkasy    | -                                         | AF Bila Tserkva     |               |
| 1999-00 Dettagli | -                 | Kruh Čerkasy    | -                                         | Janvarka-Krajan     |               |
| 2000-01 Dettagli | -                 | Janvarka-Krajan | -                                         | Kruh Čerkasy        |               |
| 2001-02 Dettagli | -                 | Janvarka-Krajan | -                                         | Kruh Čerkasy        |               |
| 2002-03 Dettagli | -                 | Janvarka-Krajan | -                                         | Khimvolokno Čerkasy |               |
| 2003-04 Dettagli | -                 | Halyčanka       | -                                         | AF Bila Tserkva     |               |
| 2004-05 Dettagli | -                 | Kruh Čerkasy    | -                                         | Halyčanka           |               |
| 2005-06 Dettagli | -                 | Kruh Čerkasy    | -                                         | Halyčanka           |               |
| 2006-07 Dettagli | -                 | Kruh Čerkasy    | -                                         | Kerkinitida         |               |
| 2007-08 Dettagli | -                 | Kruh Čerkasy    | -                                         | Džynestra           |               |
| 2008-09 Dettagli | -                 | Severodončanka  | -                                         | Kruh Čerkasy        |               |
| 2009-10 Dettagli | -                 | Džynestra       | -                                         | Halyčanka           |               |
| 2010-11 Dettagli | -                 | Džynestra       | 3 - 0 (25-19, 25-17, 25-15)               | Chimik              |               |
| 2011-12 Dettagli | -                 | Volyn Lutsk     | 3 - 2 (25-11, 22-25, 27-25, 18-25, 15-12) | Chimik              |               |
| 2012-13 Dettagli | -                 | Volyn Lutsk     | 3 - 0 (25-17, 25-17, 25-17)               | Severodončanka      |               |
| 2013-14 Dettagli | -                 | Chimik          | 3 - 0 (25-18, 25-22, 25-20)               | Severodončanka      |               |
| 2014-15 Dettagli | -                 | Chimik          | 3 - 0 (25-11, 25-23, 25-18)               | Severodončanka      |               |
| 2015-16 Dettagli | Južne             | Chimik          | 3 - 0 (25-22, 25-22, 25-16)               | Orbita              |               |
| 2016-17 Dettagli | Kiev              | Chimik          | 3 - 0 (25-14, 25-22, 25-21)               | Halyčanka           |               |
| 2017-18 Dettagli | Čerkasy           | Chimik          | 3 - 0 (25-15, 25-22, 25-15)               | Halyčanka           |               |
| 2018-19 Dettagli | Zaporižžja        | Chimik          | 3 - 0 (25-20, 25-16, 25-21)               | Orbita              |               |
| 2019-20 Dettagli | Kam"jans'ke       | Chimik          | 3 - 1 (25-17, 17-25, 25-10, 25-22)        | Halyčanka           |               |

## Palmarès
| Squadre        | Titoli | Stagioni                                                               |
| -------------- | ------ | ---------------------------------------------------------------------- |
| Kruh Čerkasy   | 8      | 1996-97, 1997-98, 1998-99, 1999-00, 2004-05, 2005-06, 2006-07, 2007-08 |
| Chimik         | 7      | 2013-14, 2014-15, 2015-16, 2016-17, 2017-18, 2018-19, 2019-20          |
| Džynestra      | 5      | 2000-01, 2001-02, 2002-03, 2009-10, 2010-11                            |
| Halyčanka      | 2      | 1993-94, 2003-04                                                       |
| Volyn Lutsk    | 2      | 2011-12, 2012-13                                                       |
| Orbita         | 1      | 1992-93                                                                |
| Kerkinitida    | 1      | 1995-96                                                                |
| Severodončanka | 1      | 2008-09                                                                |